# Famille de Lens
Cette page explique l’histoire ou répertorie les différents membres de la famille de Lens.
La famille de Lens est une famille bourgeoise de Bruxelles dont une branche s'est établie à Paris au siècle de Louis XIV.

## Appartiennent à cette famille
- Jean de Lens (1616-1689), orfèvre de Monsieur frère unique du roi.
- Jacques de Lens (1786-1846), médecin, membre fondateur de l'Académie de médecine.

## Héraldique
| Armoiries de la famille de Lens (Bruxelles, Paris) | Armoiries de la famille de Lens (Bruxelles, Paris) |
| -------------------------------------------------- | -------------------------------------------------- |
|                                                    | Blasonnement:"Écartelé d'or et de sable"           |

## Famille homonyme du Hainaut
- Anne de Lens, épouse d'Adrien de Dion, a eu son cœur embaumé et déposé dans un reliquaire de plomb en l'Église Saint-Jacques de Douai en 1580, où il a été découvert durant des fouilles archéologiques en 2007[2].